# Sukkubus
Pour plus de détails, voir Fiche technique et Distribution.
Sukkubus: Den Teufel im Leib est un film d'épouvante fantastique ouest-allemand réalisé par Georg Tressler et sorti en 1989.

## Synopsis
Dans les Alpes suisses du XIXe siècle, après une nuit sur les hauteurs, trois bergers créent une poupée à partir d'un tissu et d'une racine de bois, mais lorsqu'elle prend vie sous la forme d'un succube, ils craignent qu'elle ne les tue.

## Fiche technique
- Titre allemand : Sukkubus: Den Teufel im Leib[1]
- Réalisateur : Georg Tressler
- Scénario : Franz Seitz Jr.
- Photographie : Rudolf Blaháček (cs)
- Montage : Gisela Haller (de)
- Musique : Rolf Alexander Wilhelm
- Décors : Laszlo Les Oelvedy
- Production : Ludwig Waldleitner, Franz Seitz Jr.
- Société de production : Franz Seitz Filmproduktion, Roxy Film
- Pays de production :  Allemagne de l'Ouest
- Langue originale : allemand
- Format : Couleurs par Eastmancolor - 1,66:1 - 35 mm
- Durée : 81 minutes
- Genre : film d'épouvante fantastique
- Dates de sortie :
  - Allemagne de l'Ouest : 10 août 1989

## Distribution
- Peter Simonischek : Armailli (Senn en VO)
- Pamela Prati : la succube
- Giovanni Früh (de) : le paysan
- Andreas Voss (de) : Handrbub